# Комсомольский (Калининский район)
Комсомольский — поселок в Калининском районе Тверской области. Входит в состав Верхневолжского сельского поселения.

## География
Поселок находится в юго-восточной части Тверской области на расстоянии приблизительно 34 км на юг-юго-запад от города Тверь, примыкает с запада к деревне Полубратово.

## История
Поселок не был отмечен на карте 1941 года. Но уже учтен на карте 1981 года. Бывшая центральная усадьба совхоза «Комсомольский», позднее одноименного СПК (ликвидирован в 2020 году). 

## Население
Численность населения: 253 человека (русские 88 %) в 2002 году, 237 в 2010.